# Johann Pache
Johannes Johann Fürchtegott Pache (Bischofswerda, 9 de desembre de 1857 - Limbach, 24 de desembre de 1897), fou un organista i compositor.
Fou director de cors a Suïssa i en diverses ciutats alemanyes, i a la seva mort era organista de Limbach. Es dedicà especialment a la composició d'obres corals, però va escriure també solos, duets, música de cambra i l'òpera Tobias Schwalbe.
Entre les seves composicions corals figura Des Liedes Heimat, amb orquestra.